# Antonio Ruiz (Falucho)
Antonio Ruiz (Buenos Aires, Argentina o África - Callao, Perú, 6 de febrero de 1824), más conocido como El Negro Falucho, fue un soldado negro cuya verdadera existencia histórica se encuentra en duda. Fue Bartolomé Mitre quien narró su historia fundándola en supuestos testimonios orales que le habrían referido en forma personal militares de la época, concretamente el general Enrique Martínez, el coronel Pedro José Díaz  y el coronel Pedro Luna; así como un testimonio escrito del coronel Juan Espinosa. Según estos datos, conjeturó que el tal Falucho habría nacido en Buenos Aires, que habría luchado en la Independencia Argentina en el ejército del Libertador José de San Martín y habría muerto heroicamente durante la sublevación de la Fortaleza del Real Felipe en El Callao el 6 de febrero de 1824.
La historia narrada por Mitre se popularizó a tal punto que el 23 de mayo de 1923 se inauguró en el barrio porteño de Palermo una estatua del supuesto héroe independentista hecha en bronce por Francisco Cafferata y finalizada por Lucio Correa Morales.

## Falucho en la poesía y la canción
El poeta argentino Rafael Obligado (1821-1920) es autor de un poema llamado El negro Falucho.
El cantor de tangos Agustín Magaldi Coviello (1898-1938) compuso el himno patriótico El negro de San Martín con letra del guitarrista y letrista de origen italiano Juan Bautista Fulginiti (1895-1951), que se solía cantar en las escuelas. El mismo Agustín Magaldi la cantó en la radio poco tiempo antes de su muerte. En 1969, el también cantor Agustín Magaldi (hijo) (1932-1988) la grabó nuevamente como un homenaje a su padre.

## Muerte
Según el relato de Bartolomé Mitre, Falucho habría muerto durante la sublevación del 6 de febrero de 1824 en el Callao (Perú), cuando suboficiales y soldados se amotinaron debido a retrasos salariales, lo que derivó en la recuperación de la plaza fuerte por parte del ejército español. En esas circunstancias, Falucho se habría inmolado por el honor del “pabellón argentino” al romper su fusil y gritar de rodillas frente a los traidores “¡Viva Buenos Aires!”, por lo que fue inmediatamente fusilado.
Esta versión parece rebatida por una carta enviada, seis años más tarde, el 20 de agosto de 1830, por el general Miller, desde Lima, a San Martín que vivía en Francia. En esa carta Miller le refería que "el morenito Falucho, que era de la compañía de cazadores del número 8 y tomó una bandera en Maypu" le enviaba saludos. Ante este testimonio, Mitre intentó justificarse diciendo que habían existido dos heroicos soldados negros en el Ejército de los Andes, y que los dos eran apodados "Falucho", lo cual resultaba inverosímil.  La investigación histórica realizada por Martín A. Cagliani, estudiante de historia y antropología en la Facultad de Filosofía y Letras de la Universidad de Buenos Aires, concluye que "Falucho fue un soldado negro en el batallón 8º del Ejercito de los Andes que posiblemente fuera el cabo segundo Antonio Ruiz. Este soldado era bien conocido por San Martín y Guido y vivía en Lima en 1830".